# Barleria hillcoatiae
Barleria hillcoatiae är en akantusväxtart som beskrevs av John Richard Ironside Wood. Barleria hillcoatiae ingår i släktet Barleria och familjen akantusväxter. Inga underarter finns listade i Catalogue of Life.